# Herb gminy Horyniec-Zdrój
Herb gminy Horyniec-Zdrój – symbol gminy Horyniec-Zdrój, ustanowiony 3 października 2006.

## Wygląd i symbolika
Herb przedstawia na tarczy w polu czerwonym krzywaśń srebrną z zaćwieczonym krzyżem srebrnym (herb Szreniawa rodu Stadnickich, właścicieli dóbr horynieckich w XVIII w.), obok źródło białe wytryskujące z misy złotej. Występowanie na tarczy herbowej symbolu źródła jednoznacznie kojarzy się z funkcją uzdrowiskową Horyńca i wypoczynkową rolą położonych w pobliżu osad. Wytryskujące ze złotej misy źródło jest także symbolem zasobności i bogactwa, opartego na wykorzystaniu unikalnych darów natury. Godło krzywaśni oznacza rzekę - symbol prawdy. Krzyż odnosi się do tradycji chrześcijańskich.